# Mary Santpere
María Santpere Hernáez, conocida artísticamente como Mary Santpere (Barcelona, 1 de septiembre de 1913-Madrid, 23 de septiembre de 1992) fue una polifacética actriz, cantante, vedette y humorista española.

## Trayectoria artística
Hija de Josep Santpere Pey (1875-1939), famoso actor, cantante, director, empresario y productor teatral de la Barcelona de los años 30 y de su esposa, la también actriz de teatro Rosa Hernáez Esquirol (1888-1964). Mary triunfó tanto en el teatro como en el cine, la radio, la televisión, y la canción, y tanto en catalán como en español.
Fue la mediana de cinco hermanos: Josefa, Ramón, [María], Gabriel y Teresa Santpere Hernáez.
Fue conocida como "La Reina del Paralelo" por la calle barcelonesa homónima, donde se concentraban la mayor cantidad de teatros en el siglo XX. Mary Santpere estaba dotada de un excepcional sentido del humor, la comedia fue el género en el que más se prodigó. Fue muy popular y querida por el público que lloró su inesperada muerte, el 23 de septiembre de 1992, mientras volaba en avión de Barcelona a Madrid con la intención de ultimar los detalles del acuerdo para aparecer en la exitosa serie de televisión Farmacia de guardia. Fue enterrada en el Cementerio de Pueblo Nuevo de Barcelona, donde también están enterrados sus padres.
Estuvo casada desde 1940 hasta 1987 con el industrial Francisco de Paula Pigrau Francisco, muerto al arrojarse al agua desde la cubierta del buque "Ciudad de Badajoz". Tuvieron dos hijos: José María, olímpico de tiro y casado con María José Rousse, y María Rosa, uróloga y casada con Álvaro Lasarte Pérez-Arregui.

## Fondo documental
El Centro de Documentación y Museo de las Artes Escénicas del Instituto del Teatro (MAE) de la Diputación de Barcelona custodia un fondo documental sobre Mary Santpere. Dicho conjunto contiene recortes de prensa, textos, diálogos, canciones, fotografías y trajes pertenecientes a un rango de fechas comprendido entre 1950 y 1980 aproximadamente. Asimismo ese fondo incluye parte del archivo personal del padre de Mary, Josep Santpere. Una parte del Fons Santpere se halla digitalizado y es accesible desde el portal web Escena Digital del MAE.

## Filmografía en castellano
- (1938) Paquete, el fotógrafo público número uno. De Ignacio Farrés Iquino
- (1939) Los cuatro robinsones. De Eduardo García Maroto
- (1942) El pobre rico. De Ignacio Farrés Iquino
- (1943) Fin de curso. De Ignacio Farrés Iquino
- (1943) Un enredo de familia. De Ignacio Farrés Iquino
- (1943) Boda accidentada. De Ignacio Farrés Iquino
- (1945) Ángela es así. De Ramón Quadreny
- (1946) Un ladrón de guante blanco. De Ricardo Gascón
- (1946) Audiencia pública. De Florián Rey
- (1948) Botón de ancla. De Ramón Torrado
- (1948) Conflicto inesperado. De Ricardo Gascón
- (1952) Vida en sombras. De Lorenzo Llobet Gracia
- (1954) Once pares de botas. De Francisco Rovira Beleta
- (1956) Veraneo en España. De Miguel Iglesias
- (1956) El difunto es un vivo. De Juan Lladó
- (1956) Un heredero en apuros. De Miguel Iglesias
- (1958) El hincha. De José María Elorrieta
- (1959) Miss Cuplé. De Pedro Lazaga
- (1959) Parque de Madrid. De Enrique Cahen Salaberry
- (1962) La viudita naviera. De Luis Marquina
- (1962) Detective con faldas. De Ricardo Núñez
- (1963) La batalla del domingo. De Luis Marquina
- (1966) Algunas lecciones de amor. De José María Zabalza
- (1968) La mini tía. De Ignacio Farrés Iquino
- (1968) La viudita Ye-Yé. De Juan Bosch
- (1969) De Picos Pardos a la ciudad. De Ignacio Farrés Iquino
- (1971) La casa de los Martínez. De Agustín Navarro
- (1972) La liga no es cosa de hombres. De Ignacio Farrés Iquino
- (1974) El pícaro. De Fernando Fernán Gómez
  - Capítulo 6: En el que Lucas persigue una fortuna y también le persiguen a él
- (1976) La ciudad quemada. De Antoni Ribas
- (1976) La mujer es un buen negocio. De Valerio Lazarov
- (1978) Préstamela esta noche. De Tulio Demicheli
- (1980) Los embarazados. De Joaquín Coll Espona
- (1981) Un millón por tu historia. De Ignacio Farrés Iquino
- (1981) Su majestad la risa. De Ricardo Gascón
- (1981) Las aventuras de Zipi y Zape. De Enrique Guevara
- (1981) Patrimonio nacional. De Luis García Berlanga
- (1982) J.R. contraataca. De Francisco Lara Polop
- (1982) Le llamaban J.R. De Francisco Lara Polop
- (1985) Un, dos, tres... ensaïmades i res més. De Joan Solivellas
- (1987) La rubia del bar. De Ventura Pons
- (1992) Makinavaja, el último choriso. De Carlos Suárez
- (1992) Esta noche o jamás. De Ventura Pons

## Discografía
- 1951 ¡Dónde va, María...! / Columbia
- 1961 Mare Nostrum, canción premiada en el 1.er Festival de la Canción del Mediterráneo.
- 1963 Les caramelles / Zafiro
- 1963 Consells a les casades / Zafiro
- 1977 Cançons del meu pare / Pu-put (reeditado por Serdisco en 1992)
- 1977 La reina ha relliscat / Pu-put
- 1979 Mary Santpere presenta la comèdia musical / Pu-put (reeditado por Serdisco en 1992)

## Libros
- 1963 Mi vida. Autobiografía de Mary Santpere / Ediciones Este
- 2002 Els Santpere: Cent anys davant del públic / Editorial Planeta (con textos de Yoya Pigrau)

## Premios y distinciones
- 1959: Medalla de Oro del Círculo de Bellas Artes.[8]
- 1988: Premio de Honor de la Generalidad de Cataluña.
- 1991: Medalla de Oro al Mérito en el Trabajo.[9]